# RDF Schema
RDFS o RDF Schema o Esquema RDF es una extensión semántica de RDF. Un lenguaje primitivo de ontologías que proporciona los elementos básicos para la descripción de vocabularios. La primera versión fue publicada en abril de 1998 por la W3C, la versión actual de la recomendación fue publicada en febrero de 2004 también por la W3C. Existen actualmente otros lenguajes de ontologías más potentes, como puede ser OWL.

## Características principales
- Un archivo RDFS es un archivo RDF, es decir, se trata de un archivo con la misma sintaxis y la misma estructura que la que se usa en RDF. La sintaxis está basada en XML.
- Es extensible, cada desarrollador puede extender el esquema RDF de manera independiente.

## Clases RDFS

### Básicas
- rdfs:Class permite declarar recursos como clases para otros recursos.

La definición de rdfs:Class es recursiva: rdfs:Class es la rdfs:Class de cualquier rdfs:Class.
- rdfs:Resource es la clase a la que pertenecen todos los recursos.

- rdfs:Literal es la clase de todos los valores literales, cadenas y enteros.

- rdfs:Datatype es la clase que abarca los tipos de datos definidos en el modelo RDF.

- rdf:Property es la clase que abarca las propiedades.

### Definen relaciones
- rdfs:subClassOf es una instancia de rdf:Property, que permite definir jerarquías. Relaciona una clase con sus superclases.

Por ejemplo, la siguiente frase 'Every Person is an Agent' quedaría definida como:
	foaf:Person	 rdfs:subClassOf	 foaf:Agent
La jerarquía de clases otorga la herencia de los dominios y rangos de las propiedades de una clase a sus subclases.
- rdfs:subPropertyOf es una instancia de rdf:Property que permite definir jerarquías de propiedades.

### Restricciones de Propiedades
- rdfs:domain es una instancia de rdf:Property que especifica el dominio de una propiedad P. Esto es, la clase de los recursos que aparecen como sujetos en las tripletas donde P es predicado.

- rdfs:range es una instancia de rdf:Property que especifica el rango de una propiedad P. Esto es, la clase de los recursos que aparecen como objetos en las tripletas donde P es predicado.

### Otras
- rdfs:ConstraintResource es la clase que agrupa a todas las restricciones.

- rdfs:ConstraintProperties es la clase que contiene todas las propiedades que definen restricciones. Sus instancias son rdfs:range y rdfs:domain.

- rdfs:seeAlso es una instancia de rdf:Property que relaciona un recurso con otro que proporciona información adicional sobre el primero.

- rdfs:isDefinedBy es una instancia de rdf:Property para relacionar un recurso con los lugares donde se encuentra el recurso sujeto.

- rdfs:label es una instancia de rdf:Property que se usa para proporcionar una versión claramente entendible del nombre de un recurso.

- rdfs:comment es una instancia de rdf:Property que se usa para proporcionar una descripción de un recurso.